# Ricardo Neiva Tavares

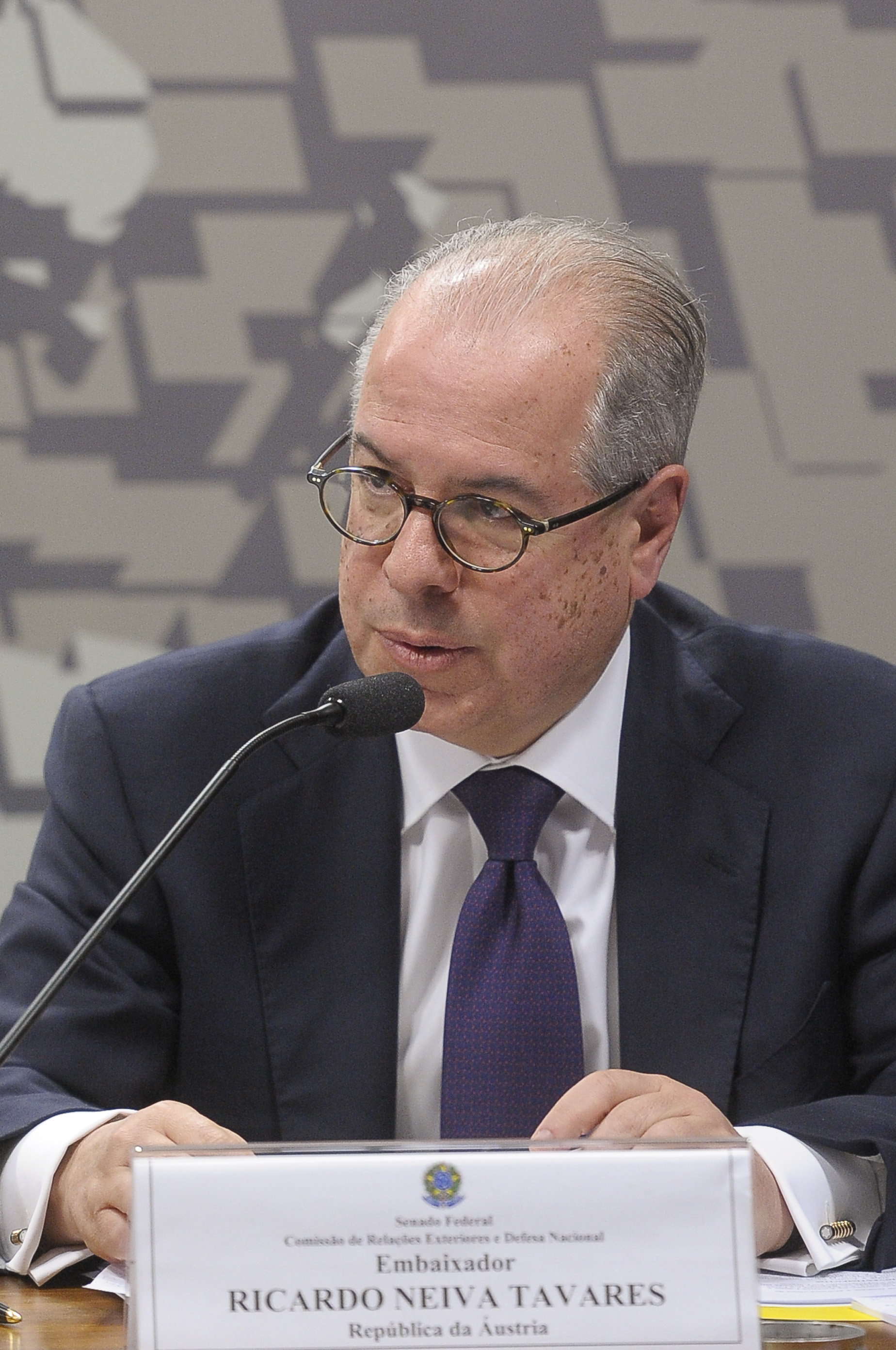
Ricardo Neiva Tavares (2016)

Ricardo Neiva Tavares (* 16. August 1957 in Rio de Janeiro) ist ein brasilianischer Diplomat.

## Werdegang
Ricardo Neiva Tavares wurde am 16. August 1956 in Rio de Janeiro in Brasilien als Sohn von Tullio Tavares und Maria Celi Neiva Tavares geboren. 1979 absolvierte er den diplomatischen Aufbaulehrgang am Rio-Branco-Institut. Er absolvierte 1984 die École Nationale d’Administration in Paris und schloss 1995 das Studium „Diplomat Improvement“ und 1997 Höhere Studien am Rio Branco Institut ab. 1999 veröffentlichte er seine Dissertation zum Thema „Nichtregierungsorganisationen bei den Vereinten Nationen“. Von 1995 bis 1998 war Tavares Botschaftsrat in der Ständigen Vertretung Brasiliens bei den Vereinten Nationen in New York City. Von 1998 bis 2001 war er Botschaftsrat in der Brasilianischen Botschaft in Canberra in Australien. 2001 war er Hauptkoordinator für wirtschaftliche Organisationen im brasilianischen Außenministerium. Von 2003 bis 2006 war Tavares Pressereferent und Sprecher des Außenministers. Von 2006 bis 2008 war er Sonderreferent im brasilianischen Außenministerium. Von 2008 bis 2013 war Tavares brasilianischer Botschafter bei der Europäischen Union in Brüssel. Von 2013 bis 2016 war er Botschafter in Rom. Seit August 2016 ist Tavares brasilianischer Botschafter in Österreich, zugleich zuständig für San Marino und Malta.